# Amurotaenia decidua
Amurotaenia decidua är en plattmaskart som beskrevs av Hine 1977. Amurotaenia decidua ingår i släktet Amurotaenia och familjen Nippotaeniidae. Inga underarter finns listade i Catalogue of Life.